# السرقة في القانون الأردني
السرقة هي الاستيلاء بنية التملك على مال منقول للغير دون رضاه، وعرف المشرع الأردني السرقة في المادة 399 من قانون العقوبات بأنهاأخذ مال الغير دون رضاه، وهي من الجرائم الواقعة على الأموال في القانون الأردني.

## أركان جريمة السرقة

### الركن المادي
وهو النشاط الإجرامي المتمثل بفعل أخذ المال واختلاسه دون رضاء المجني عليه.
يتحقق الركن المادي في جريمة السرقة بالإستيلاء على مال منقول مملوك للغير دون رضاه، ويقوم فعل أخذ المال على عنصرين أحدهما موضوعي والآخر شخصي، ويتمثل العنصر الموضوعي بالسلوك الإجرامي اللذي يصدر عن الجاني بأخذه لمال الغير، أما العنصر الشخصي فيتشرك في القيام فيه كل من الجاني والمجنى عليه، فالجاني حين يقوم بأخذ مال الغير يكون لديه نية تملكه، أما المجني عليه فيصدر عنه عدم الرضا عن فعل إستيلاء الجاني على ماله، أو يفترض عدم رضاه على الأقل.

#### مفهوم الاختلاس
هو النشاط غير المشروع اللذي يؤدي إلى سيطرة الجاني على الشيء المسروق والظهور عليه بمظهر المالك

##### مفهوم الاختلاس وفقا للنظرية التقليدية
وفقا لهذا المذهب، فإن الاختلاس في السرقة يعني نقل الشيء أو نزعه من المجني عليه وإدخاله في حيازة الجاني بقصد تملكه بغير علم من المجني وبدون رضاه. وقد أدى هذا التحديد إلى حل بعض الصعوبات القانونية في مجال جريمة السرقة، فأوجد فوارق محددة بين جريمة السرقة وكل من جريمتي الاحتيال وإساءة الائتمان، فالجاني في جريمة الاحتيال يستعمل وسائل احتيالية مع المجني عليه مما يدفع المجني عليه لتسليم المال برضاه، كما ان الجاني في جريمة إساءة الائتمان يتسلم المال من المجني عليه على سبيل الأمانة ولكنه يحتفظ به لنفسه، أما في السرقة فإن الجاني لا يتسلم المال من المجني عليه وإنما يأخذه منه ويدخله في حوزته.
وقد أظهر هذا التحديد قصورا في الاستعمال مثل الجاني اللذي تسلم مال من المجنى عليه لمجرد رؤيته فإستولى عليه، فإنه لا يسأل عن السرقة لأنه لم ينتزع المال من صاحبه وفقا للنظرية التقليدية، وقد لجأ التقليديون إلى القول بفكرة «التسليم الاضطراري» واللتي تفيد بأن تسليم الشيء اللذي تقتضيه ضرورة التعامل بين الناس لا يمنع قيام الاختلاس، كالبائع اللذي يضع شيئا بين يدي من يرغب في الشراء ليعاينه فيأخذه ويهرب به.

### محل الجريمة
وهو المال المنقول المملوك للغير.

### الركن المعنوي
وهو القصد الجرمي المتمثل بإرادة ارتكاب فعل أخذ مال الغير دون رضاه وذلك بنية تملكه.